# Mở để Kết thúc
Open-the-End Tactics (tạm dịch: Chiến thuật Mở để Kết thúc) là một khái niệm sử dụng trong lĩnh vực quân sự và chính trị, chỉ cách thức để có thể mau chóng kết thúc một trận đánh hay một cuộc chiến tranh bằng việc cho kẻ thù một "lối thoát". "Lối thoát" đó có thể là một cái bẫy để dẫn dụ quân đối phương vào một khu vực thuận lợi để tiêu diệt họ, hoặc là nhượng bộ để đối phương ra khỏi một cuộc chiến tranh.

## Chiến thuật
Tôn Tử và các nhà tư tưởng quân sự Trung Quốc khác cho rằng một đội quân không nên bị bao vây hoàn toàn mà nên được cho một số chỗ để trốn thoát, hoặc những người lính bị "vây quanh" đó sẽ tự nâng cao tinh thần và chiến đấu cho đến chết. Tốt hơn để cho họ có lối thoát. Khi địch rút lui, họ có thể bị truy đuổi và bị bắt hoặc bị tiêu diệt với ít nguy cơ hơn đối với lực lượng truy đuổi. Điều này tốt hơn là đánh với đạo quân thù địch đã sẵn sàng chiến đấu cho đến chết.
Ví dụ khác về điều này có thể là các trận đánh Dunkirk vào năm 1940, và trận Falaise vào năm 1944.
Đây cũng là một trong những chiến thuật yêu thích của Quân đội Đế quốc Mông Cổ vào thế kỷ XIII. Nếu quân đội kẻ thù mạnh và sẵn sàng chiến đấu đến chết, quân Mông Cổ sẽ để lại một khoảng trống trong hàng ngũ của họ. Bằng cách này, kẻ thù có thể nghĩ rằng họ đã nhìn thấy một lối thoát, trở nên phân tâm và bắt đầu chạy. Vào thời điểm thích hợp, quân Mông Cổ sẽ truy đuổi tiêu diệt kẻ thù đang chạy trốn của họ từng người một.

## Chiến lược
Một ví dụ khác của việc tạo "lối thoát" là các thỏa thuận giữa Việt Nam Dân chủ Cộng hòa và Hoa Kỳ trong Hiệp định Paris ngày 27 tháng 1 năm 1973. Với kết quả quan trọng nhất mà Việt Nam Dân chủ Cộng hòa đạt được là Hoa Kỳ ra khỏi cuộc chiến tranh Việt Nam.